# Dian Fossey Gorilla Fund International
 (avril 2023).
La mise en forme du texte ne suit pas les recommandations de Wikipédia : il faut le « wikifier ».
Les points d'amélioration suivants sont les cas les plus fréquents. Le détail des points à revoir est peut-être précisé sur la page de discussion.
- Les titres sont pré-formatés par le logiciel. Ils ne sont ni en capitales, ni en gras.
- Le texte ne doit pas être écrit en capitales (les noms de famille non plus), ni en gras, ni en italique, ni en « petit »…
- Le gras n'est utilisé que pour surligner le titre de l'article dans l'introduction, une seule fois.
- L'italique est rarement utilisé : mots en langue étrangère, titres d'œuvres, noms de bateaux, etc.
- Les citations ne sont pas en italique mais en corps de texte normal. Elles sont entourées par des guillemets français : « et ».
- Les listes à puces sont à éviter, des paragraphes rédigés étant largement préférés. Les tableaux sont à réserver à la présentation de données structurées (résultats, etc.).
- Les appels de note de bas de page (petits chiffres en exposant, introduits par l'outil «  Source ») sont à placer entre la fin de phrase et le point final[comme ça].
- Les liens internes (vers d'autres articles de Wikipédia) sont à choisir avec parcimonie. Créez des liens vers des articles approfondissant le sujet. Les termes génériques sans rapport avec le sujet sont à éviter, ainsi que les répétitions de liens vers un même terme.
- Les liens externes sont à placer uniquement dans une section « Liens externes », à la fin de l'article. Ces liens sont à choisir avec parcimonie suivant les règles définies. Si un lien sert de source à l'article, son insertion dans le texte est à faire par les notes de bas de page.
- La présentation des références doit suivre les conventions bibliographiques. Il est recommandé d'utiliser les modèles {{Ouvrage}}, {{Chapitre}}, {{Article}}, {{Lien web}} et/ou {{Bibliographie}}. Le mode d'édition visuel peut mettre en forme automatiquement les références.
- Insérer une infobox (cadre d'informations à droite) n'est pas obligatoire pour parachever la mise en page.

Pour une aide détaillée, merci de consulter Aide:Wikification.
Si vous pensez que ces points ont été résolus, vous pouvez retirer ce bandeau et améliorer la mise en forme d'un autre article.

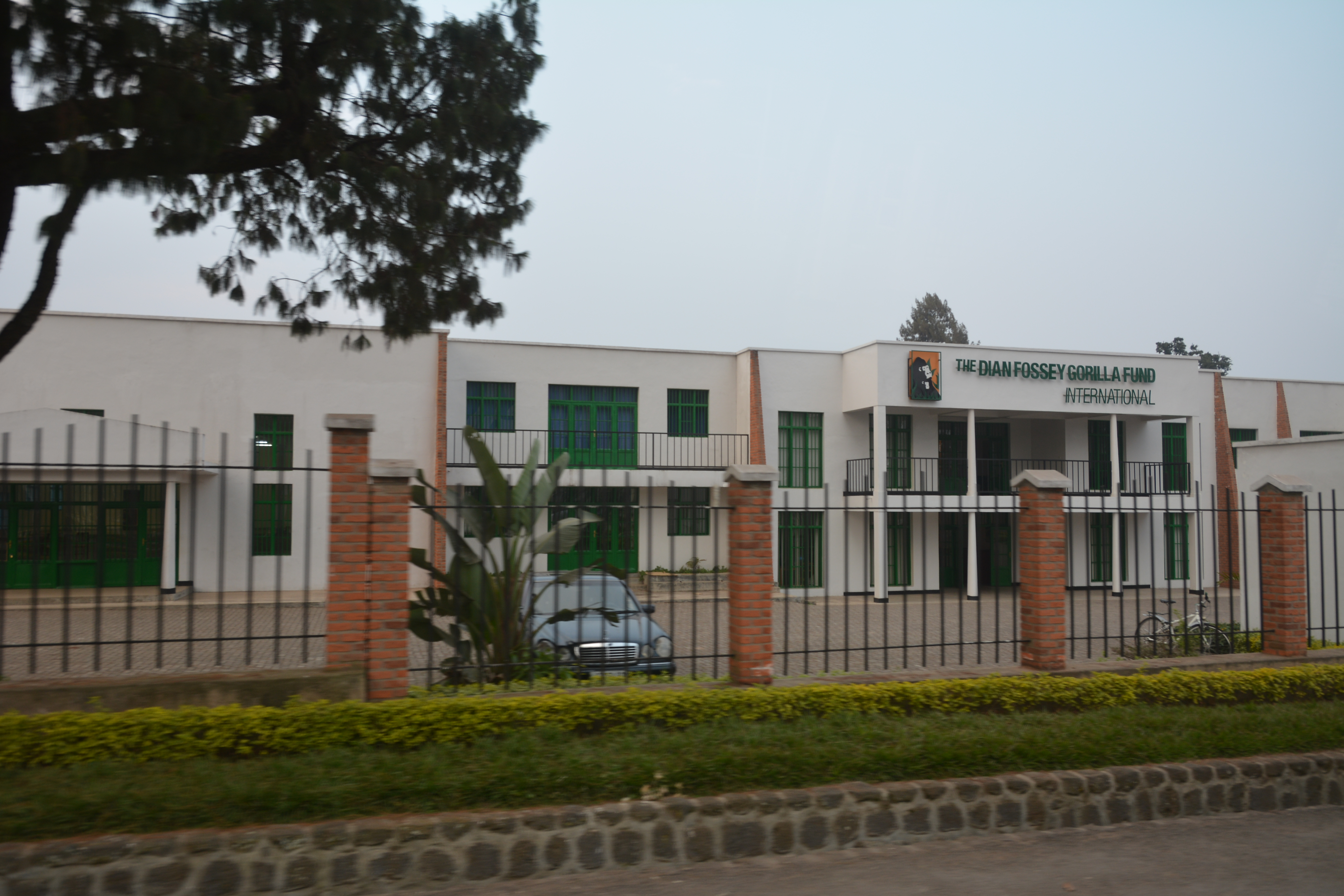
Le Fonds International de Dian Fossey pour le Gorilla au Rwanda.

Le Dian Fossey Gorilla Fund International (à l'origine le Digit Fund ) est une organisation caritative pour la protection des gorilles de montagne en voie de disparition. Le Digit Fund a été créé par le Docteur Dian Fossey en 1978 dans le seul but de financer ses patrouilles anti-braconnage et d'empêcher que le braconnage des gorilles de montagne ne se poursuive. Fossey a étudié à son Karisoke Research Center dans les montagnes des Virunga du Rwanda. Le fonds à but non lucratif a été nommé en mémoire de Digit, le gorille préféré de Dian Fossey, décapité par des braconniers  en échange de 20 dollars américains offerts  par un marchand hutu spécialisé dans la vente aux touristes de têtes de gorilles comme trophées et de mains de gorilles comme cendriers.

## Historique
Au cours de la journée du réveillon de la Saint-Sylvestre 1977, le gorille préféré de Dian Fossey, Digit, est tué par des braconniers. En tant que sentinelle du groupe d'étude 4, il a défendu le groupe contre six braconniers et leurs chiens, qui sont tombés sur le groupe d'étude des gorilles alors qu'ils vérifiaient les pistes de piégeage des antilopes. Digit a reçu cinq coups de lance en se défendant férocement et a réussi à tuer l'un des chiens des braconniers, permettant aux 13 autres membres de son groupe de s'échapper. Digit a été décapité et ses mains coupées pour en faire un cendrier, pour le prix de 20 dollars américains (équivalent à 89 dollars en 2021). Après la découverte de son corps mutilé par l'assistant de recherche Ian Redmond, le groupe de Fossey capture l'un des tueurs. Il révèle les noms de ses cinq complices, dont trois seront emprisonnés par la suite.
Par la suite, Dian Fossey a créé le Digit Fund afin de collecter des fonds pour les patrouilles anti-braconnage, qui es rebaptisé Dian Fossey Gorilla Fund International en 1992.
Dian Fossey s'est surtout opposée aux efforts des organisations internationales qui, selon elle, ont utilisé leurs fonds de manière inefficace pour équiper davantage les fonctionnaires des parcs rwandais, dont certains auraient ordonné le braconnage de gorilles. Elle a commenté l'effet profond que la mort de Digit a eu sur son approche de la conservation de la nature :
J'ai essayé de ne pas me permettre de penser à l'angoisse et à la douleur de Digit, ainsi qu'à la compréhension totale qu'il a dû éprouver en sachant ce que les humains lui faisaient subir. À partir de ce moment, j'en suis venue à vivre dans une partie isolée de moi-même
.

## Financement
Occupée par ses recherches en Afrique, Dian Fossey demande l'aide de ses amis, le primatologue Richard Wrangham et le présentateur de télévision David Attenborough, qui approchent des organisations de conservation situées au Royaume-Uni, dont la Fauna Preservation Society (FPS) et l'Union internationale pour la conservation de la nature, qui déclinent la demande de Fossey en faveur d'une approche mettant l'accent sur le tourisme au Rwanda. À la demande de Wrangham, la FPS a lancé un appel en réponse à la mort de Digit, que le groupe a ensuite appelé le Mountain Gorilla Fund pour une meilleure visibilité. Le FPS a choisi de diriger les fonds vers les fonctionnaires des parcs rwandais plutôt que vers les efforts de Fossey sur le terrain. Dian Fossey s'est senti frustré par le fait que de nombreux donateurs internationaux ont versé des fonds à la mémoire de Digit qui ont été dirigés par des organisations internationales de conservation vers la construction de routes ou l'achat de nouveaux véhicules pour les responsables de la conservation du parc, qui dans de nombreux cas ont été soudoyés par les braconniers pour détourner le regard des activités illégales et, selon Fossey, s'aventuraient rarement dans le parc. Lorsque les versements pour les articles de Fossey sur la mort de Digit ont été accidentellement dirigés vers le FPS Mountain Gorilla Fund plutôt que vers elle, le FPS a refusé de rediriger l'argent vers Fossey ou son initiative. Pour coordonner les dons aux autorités rwandaises, le FPS a fait appel à l'ancien élève et apprenti de Fossey et l'un de ses principaux détracteurs, Sandy Harcourt.
Lors de son premier voyage aux États-Unis après les braconnages du groupe 4, Dian Fossey sollicite l'aide de la National Geographic Society, qui s'est engagée à verser 5 000 dollars, tout comme le WWF, malgré les objections de certains de ses membres qui avaient entendu des rumeurs sur les patrouilles anti-braconnage de Fossey et d'autres tactiques qu'elle utilisait pour lutter contre le braconnage. Fossey a demandé à son ami Robinson McIlvaine, directeur de l'organisation à but non lucratif African Wildlife Leadership Foundation, d'être le secrétaire-trésorier du Digit Fund jusqu'à ce qu'elle trouve un directeur exécutif salarié pour prendre le contrôle des opérations. McIlvaine s'associe à l'International Primate Protection League (IPPL), au Digit Fund et à sa propre fondation, l'African Wildlife Leadership Foundation pour demander des fonds à l'ordre de l'AWLF. Le Digit Fund ne reçoit aucune somme et McIlvaine suggère à Fossey de fusionner le Digit Fund avec l'AWLF, ce que Fossey refuse, McIlvaine démissionne alors de son poste de secrétaire-trésorier du Digit Fund.
Le Docteur Shirley McGreal, chef de l'IPPL, s'est porté volontaire pour occuper le poste de secrétaire-trésorier à la suite de la démission de McIlvaine. Par le biais de l'apparent partenariat AWLF/Digit Fund, les fonds versés au Digit Fund par le philanthrope Gordon Hanes et par des étudiants sous la supervision du primatologue Geza Teleki sont placés sous les auspices de l'AWLF, et non du Digit Fund. L'ambassadeur américain au Rwanda soumet une proposition en 1980 pour que le Karisoke Research Center soit retiré du contrôle de Dian Fossey et placé sous un consortium de gorilles de montagne dirigé par l'AWLF alors que Fossey était en Amérique en train de terminer son livre.
Alors qu'elle avait perdu le contrôle des fonds collectés en Grande-Bretagne après la mort de Digit au profit de la Fauna Preservation Society, Dian Fossey a réussi à garder le contrôle du Digit Fund aux États-Unis jusqu'à sa mort. Après son assassinat, le Digit Fund est rebaptisé Dian Fossey Gorilla Fund et a conservé son siège au Royaume-Uni jusqu'à l'été 2006, date à laquelle les branches britannique et américaine se sont séparées : l'organisation britannique est brièvement rebaptisée Dian Fossey Gorilla Fund Europe puis, The Gorilla Organization, (gorillas.org) et la partie américaine de l'organisation est devenue le Dian Fossey Gorilla Fund International (gorillafund.org).

## Activités
Par le biais du Digit Fund, Dian Fossey a financé des patrouilles pour détruire les pièges des braconniers dans les montagnes des Virunga. En quatre mois, en 1979, la patrouille de Fossey, composée de quatre employés africains, détruit 987 pièges de braconniers dans les environs de la zone de recherche. Les gardes officiels du parc national rwandais, composés de 24 employés, n'ont détecté aucun piège de braconnier au cours de la même période.
Le Dian Fossey Gorilla Fund International continue d'exploiter le Karisoke Research Center, fondé par Fossey en 1967, avec un suivi quotidien des gorilles et des patrouilles.